# Igor Jemielejew
Igor Siergiejewicz Jemielejew, ros. Игорь Сергеевич Емелеев (ur. 7 marca 1981 w Jarosławiu) – rosyjski hokeista, reprezentant Rosji.

## Kariera
- Torpedo 2 Jarosław (1997–1998)
- Val-d’Or Foreurs (1998−1999)
- CSKA Moskwa 2 (1999–2001)
- CSKA Moskwa (2000−2005)
- SKA Sankt Petersburg (2005–2007)
- Mietałłurg Magnitogorsk (2007–2008)
- Dinamo Moskwa (2008)
- SKA Sankt Petersburg (2008)
- Dinamo Moskwa (2008)
- Nieftiechimik Niżniekamsk (2008–2010)
- Jugra Chanty-Mansyjsk (2010–2012)
- Siewierstal Czerepowiec (2012)
- Awtomobilist Jekaterynburg (2012-2015)

Wychowanek Torpedo Jarosław. Krótkotrwale grał w kanadyjskich juniorskich rozgrywkach QMJHL w ramach CHL. Następnie prowadził karierę w superlidze rosyjskiej i KHL. Od 2012 zawodnik Awtomobilista Jekaterynburg. W lipcu 2013 przedłużył kontrakt z klubem o rok. Pod koniec kwietnia 2014 przedłużył kontrakt z klubem o rok. Odszedł z klubu z końcem kwietnia 2015.
Uczestniczył w turnieju mistrzostw świata w 2006.

## Sukcesy
Klubowe
- Awans do Superligi: 2002

Indywidualne
- Wyższa Liga 2001/2002: pierwsze miejsce w klasyfikacji asystentów w fazie finałowej
- KHL (2008/2009): Nagroda „Sekundy” (dla strzelca najpóźniejszego gola w meczu) – strzelił bramkę w czasie dogrywki 68:43